# Cosmin Alin Popescu
Cosmin Alin Popescu (n. 19 martie 1974, Balșa, județul Hunedoara) este un om de știință de mediu român, inginer, profesor universitar și, din 2016 (reales în 2020), rector al (USVT).

## Biografie
După bacalaureatul la liceul din Orăștie, unde a fost membru al grupului școlar de chimie în secția de electrotehnică (1988-1992), Popescu a urmat din 1992 Facultatea de Agricultură a USABTM pentru a studia științele naturale cu specializarea inginerie de mediu (până în 1997). Pentru a-și aprofunda cunoștințele know-how-ul, a absolvit, în 1999, un stagiu de practică la Universitatea din Rennes, privind utilizarea sateliților în inginerie de culturi agricole. Acest stagiu a fost urmat de calificări suplimentare în tehnologie de mediu și registru funciar la Universitatea de Vest din Timișoara, unde a luat doctoratul în inginerie precum o ocupare la sediul timișorean al National Union of Realtors (NAR), cea mai mare asociație comercială din SUA. A revenit la USABTM, actualmente USVT după ce a fost numit profesor la Facultatea de Agricultură, în domeniul de geodezie și afaceri cadastrale. Mai departe a ținut predări și ca profesor invitat la Universitatea Politehnica Timișoara. A deținut următoarele funcții:
- Student inginer de mediu la universitate (1992-1997)
- Catedra de Ingineria mediului, disciplina de topografie și desen tehnic (1998-2001)
- Asistent universitar în disciplina de cadastru, topografie, teledetecție (2001-2003)
- Catedra de Ingineria mediului, în disciplina de cadastru, topografie, teledetecție (2003-2007)

Apoi a fost numit decan al Facultății de Agricultură. În virtutea funcției sale, este și președinte al „Centrului Româno-German de Pregătire și Perfecționare Profesională în Domeniul Agriculturii” pentru mecanici agricoli din Voiteg.

## Publicații (selecție)
Profesorul a publicat mai multe articole împreună cu colaboratorii săi, de exemplu:
- Sustainable development of the petrosani city, the hunedoara county, based on GIS analysis, ianuarie 2013
- Study of territorial and infrastructure development in the etrosani city, the hunedoara county, using GIS elements, ianuarie 2013
- Topographic surveys and compensations with toposys applied at the B.U.A.S.V.M. Timisoara, Romania, ianuarie 2014
- Topo-cadastral works to determine the exploitation perimeter of mineral aggregates on the nera river, naidas, Romania, ianuarie 2014
- The analysis of soil quality in terms of agri-environmental indicators, septembrie 2014
- The land use changes on the farm in crops diversity terms: Study case the west part of Romania, august 2015
- Monitoring Gura Apelor Dam displacements using topographical methods, august 2015
- Evaluation of the impact of agriculture on the environment in EU27 countries with cluster analysis, august 2016
- Considerations regarding the estimation of a linear movement trajectory of some material points under the action of some forces, august 2016
- Mathematical modeling of measurements obtained by topogeodesical methods, august 2016
- Processing and Use of Satellite Images in Order to Extract Useful Information in Precision Agriculture, noiembrie 2016
- Aspects Regarding the Tracking of the Behavior in Time of Vâlsan Dam, Arges County, Romania, noiembrie 2017
- Study regarding the influence of fertilization on some physiological index and biochemical composition of peppermint oils (Mentha piperita L.) februarie, 2019